# Lim Hee-nam
Lim Hee-nam (kor. 임희남; * 29. Mai 1984) ist ein ehemaliger südkoreanischer Leichtathlet, der sich auf den Sprint spezialisiert hat.

## Sportliche Laufbahn
Erste internationale Erfahrungen sammelte Lim Hee-nam im Jahr 2005, als er bei den Asienmeisterschaften im heimischen Incheon im 100-Meter-Lauf mit 10,82 s in der Vorrunde ausschied und mit der südkoreanischen 4-mal-100-Meter-Staffel in 40,57 s den achten Platz belegte. Anschließend erreichte er bei den Ostasienspielen in Macau in 10,67 s Rang fünf. Im Jahr darauf nahm er erstmals an den Asienspielen in Doha teil und erreichte dort über 100 Meter das Halbfinale, in dem er mit 10,63 s ausschied, während er im 200-Meter-Lauf mit 21,57 s in der ersten Runde scheiterte. Mit der Staffel schied er mit 40,92 s im Vorlauf aus. 2007 belegte er bei den Asienmeisterschaften in Amman in 10,42 s den siebten Platz über 100 Meter und kam über die längere Distanz nicht bis ins Ziel. Zwei Jahre später schied er dann bei den Asienmeisterschaften in Guangzhou über 100 Meter mit 10,69 s im Halbfinale aus und belegte mit der Staffel in 39,86 s den sechsten Platz. Anschließend wurde er bei den Ostasienspielen in Hongkong in 10,66 s Siebter. 2010 nahm er erneut an den Asienspielen ebendort teil und schied über 100 Meter mit 10,46 s im Halbfinale aus und wurde mit der Staffel im Vorlauf disqualifiziert. Bei den Leichtathletik-Asienmeisterschaften 2011 in Kōbe belegte er mit der Staffel in 39,85 s den sechsten Platz und startete anschließend bei den Weltmeisterschaften in Daegu, verpasste dort aber den Finaleinzug. 2012 wurde er auf die verbotene Substanz Methylhexanamin getestet und er daraufhin für zwei Jahre gesperrt. Zudem wurde das Ergebnis bei den Weltmeisterschaften annulliert. Er setzte seine Karriere ohne größere Erfolge bis ins Jahr 2018 fort und beendete diese dann im Alter von 34 Jahren.
In den Jahren 2004 und 2006 wurde Lim südkoreanischer Meister im 200-Meter-Lauf und 2007, 2009 und 2010 siegte er über 100 Meter sowie 2017 in der 4-mal-100-Meter-Staffel.

## Persönliche Bestzeiten
- 100 Meter: 10,32 s (+1,8 m/s), 7. Juni 2010 in Daegu
- 200 Meter: 21,02 s (+1,8 m/s), 16. Juni 2006 in Andong